# Нефтяник (футбольный клуб, Урай)
«Нефтяник» — российский футбольный клуб из Урая. Единственный сезон в первенствах России провёл в 1992 году, заняв 9 место в 6 зоне второй лиги.

## История
Клуб участвовал в розыгрыше Кубка РСФСР среди КФК в 1990 году. Команда дошла в турнире до стадии 1/8 финала, в которой уступила «Карбышевцу» из Кургана. В первенстве РСФСР среди КФК 1991 года «Нефтяник» выиграл турнир во 2-й группе 2-й зоны «Сибирь», одержав победы в 12 матчах из 18. В финальной группе «Б», игры которой проводились в Кимрах, команда проиграла все три матча с общим счётом 1-6 и заняла последнее, 4-е место в группе.
В 1992 году, в связи с распадом СССР клуб получил профессиональный статус и был принят в ПФЛ. В сезоне-1992 «Нефтяник» играл в 6-й зоне второй лиги и занял итоговое 9-е место. Самую крупную победу команда одержала в матче против рубцовского «Торпедо» — 3:0, самое крупное поражение потерпела во встрече с «Политехником-92» из Барнаула — 1:9. Лучшим бомбардиром «Нефтяника» стал Руслан Яловенко с 11 голами.
Незадолго до начала сезона-1993 клуб сменил название на «Урай», а позднее отказался от участия в первенстве, не проведя ни одного матча.

## Статистика
| Год  | Лига                | Место | В | Н | П  | Мячи  | Очки |
| ---- | ------------------- | ----- | - | - | -- | ----- | ---- |
| 1992 | Вторая лига, 6 зона | 9     | 7 | 5 | 12 | 21-52 | 19   |